# جي. إم. ديميتروف
جي. إم. ديميتروف هو سياسي بلغاري، ولد في 15 أبريل 1903 في Yeniçiftlik ‏ في تركيا، وتوفي في 28 نوفمبر 1972 في واشنطن العاصمة في الولايات المتحدة. نشط حزبياً في Bulgarian Agrarian National Union ‏. وقد انتخب عضو الجمعية الوطنية البلغارية ‏.